# Josep Call Balaguer
Josep Call Balaguer   (Barcelona, 1967) és un psicòleg compatiu especialitzat en cognició de primats.
Va néixer el 1966 a Barcelona. Es va llicenciar en psicologia el 1990 per la Universitat Autònoma de Barcelona, posteriorment, va obtenir un màster en psicologia el 1995 i un doctorat en psicologia el 1997 per la Universitat d'Emory (Estats Units). Entre el 1997 i el 1999 va ser professor a l'Escola de Ciències Biològiques de la Universitat de Liverpool. El 1999 es va traslladar a l'Institut Max Planck d'Antropologia Evolutiva a Leipzig (Alemanya) on actualment és científic, cofundador i codirector del Centre de Recerca en Primats Wolfgang Köhler. Call també manté el càrrec de professor en Orígens Evolutius de la Ment a la Universitat de St Andrews (Escòcia).
La seva investigació se centra en els processos cognitius que actuen en la resolució de problemes socials i ecològics en els animals, especialment els homínids. Call ha desenvolupat maneres innovadores d'avaluar el raonament deductiu, la planificació del futur i les habilitats de prendre perspectives diferenciades en ocells i mamífers. L'objectiu últim de la seva investigació, que s'enfoca en l'estudi de múltiples espècies, és contribuir al coneixement de l'evolució de la cognició.
Entre altres temes, Call ha treballat en identificar els processos cognitius i culturals que distingeixen els humans dels seus parents, els primats més propers, els grans simis. Ha publicat dos llibres i gairebé dos-cents articles d'investigació. També ha escrit capítols de llibres sobre la cognició i el comportament de simis i altres animals. Actualment és l'editor de la revista Journal of Comparative Psychology i membre de l'equip editorial d'altres revistes acadèmiques.

## Selecció d'obres
- Tomasello, M. & Call, J. (1997). Primate cognition. New York: Oxford University Press.
- Call, J. & Tomasello, M. (2007). The gestural communication of apes and monkeys. Manhaw NJ: LEA.
- Tomasello, M., Carpenter, M., Call, J., Behne, T. & Moll, H. (2005). Understanding and sharing intentions: The origins of cultural cognition. Behavioral and Brain Sciences, 28, 1-17.
- Jensen, K., Call, J. & Tomasello, M. (2007). Chimpanzees are rational maximizers in an ultimatum game. Science, 318, 107-109.
- Call, J. & Tomasello, M. (2008). Does the chimpanzee have a theory of mind? 30 years later. Trends in Cognitive Sciences, 12, 187-192.